# Termitskvättor
Termitskvättor (Myrmecocichla) är ett litet släkte med tättingar i familjen flugsnappare som tidigare betraktades som trastar i familjen Turdidae. Idag urskiljs sju arter i släktet, alla med utbredning i Afrika söder om Sahara:
- Vitskuldrad termitskvätta (M. nigra)
- Nordlig termitskvätta (M. aethiops)
- Sydlig termitskvätta (M. formicivora)
- Kongotermitskvätta (M. tholloni)
- Kaptermitskvätta (M. monticola) – placerades tidigare i Oenanthe
- Etiopientermitskvätta (M. melaena)
- Miombotermitskvätta (M. arnotti)

Efter genetiska studier har släktets omfattning förändrats något. Tidigare inkluderades arten med nuvarande trivialnamnet vitpannad stenskvätta (Oenanthe albifrons) i släktet, medan kaptermitskvättan å andra sidan placerades i Oenanthe. Termitskvättornas närmaste släktingar är klippskvättorna i släktet Thamnolaea.